# Pizzo Coca
Pizzo Coca é uma montanha dos Alpes (nos Alpes de Bergamo) cujo topo está a 3050 m de altitude, na zona de Val Seriana e Valtellina na Lombardia, Itália. É o mais alto dos Alpes de Bergamo. A usa proeminência topográfica e de 1878 m e o colo está a 1172 m de altitude. Um ajuste pós-glacial ou isostático nota-se perto do ponto denominado "ometto in sassi" (literalmente "pequeno homem na rocha") aos 2400 m de altitude.
Tem dois cumes que distam entre si apenas dezenas de metros: o meridional, citado nos mapas e a norte do encontro das vertente sul e sudeste, cume compreendido na vertente seriana; o setentrional, linha orográfica principal de elevação um pouco menor.
Segundo a classificação SOIUSA, esta montanha pertence a:
- Grande parte: Alpes Orientais
- Grande setor: Alpes do Sudeste
- Secção: Alpes e Pré-Alpes de Bergamo
- Subsecção: Alpes de Bergamo
- Supergrupo: Alpes de Bergamo Orientais
- Grupo: Grupo de Coca
- Subgrupo: Grupo Scais-Redorta
- Código: II/C-29.I-A.2.b

## Galeria

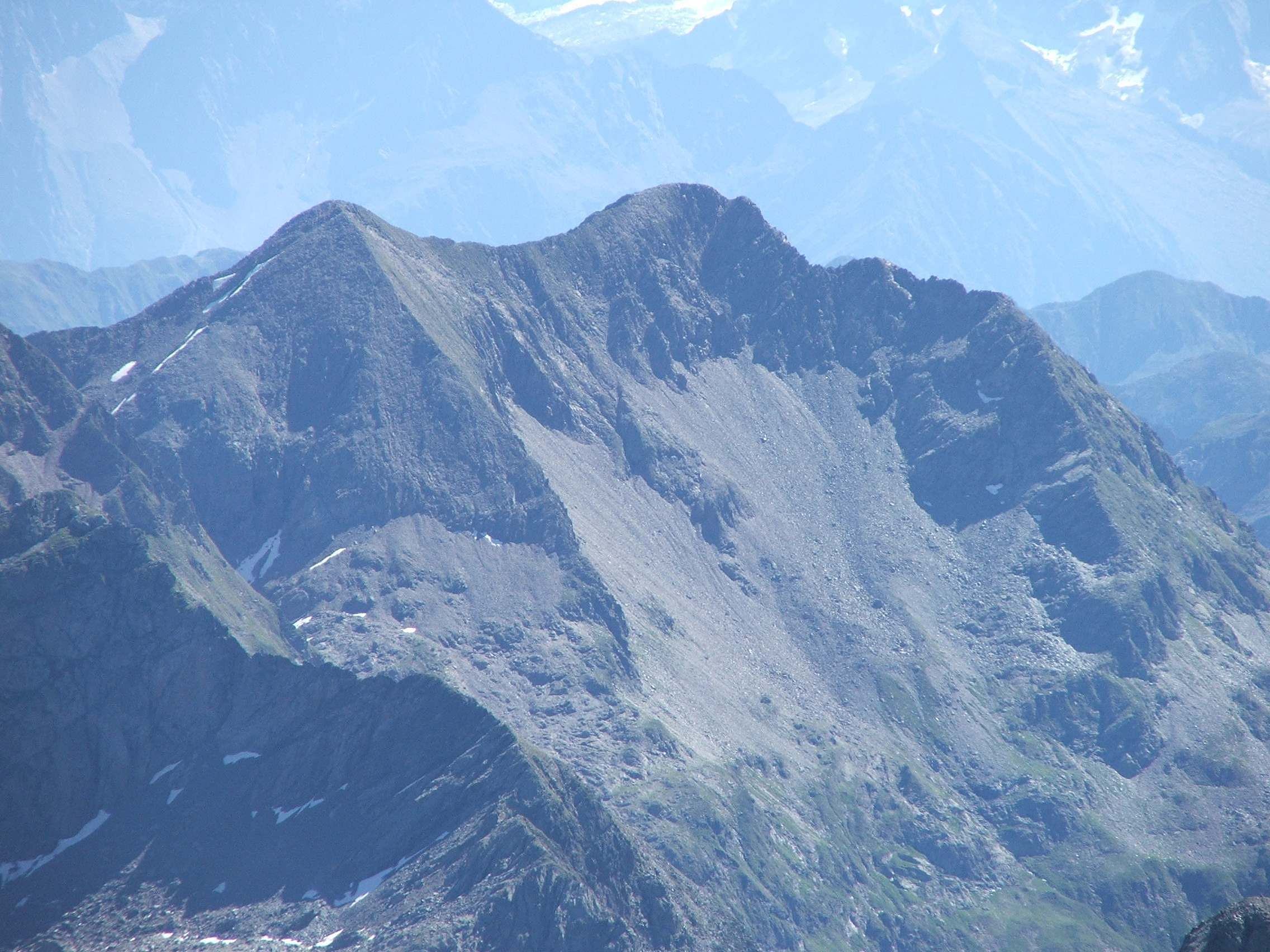
Vista para sul: Monte Torena visto do Pizzo Coca
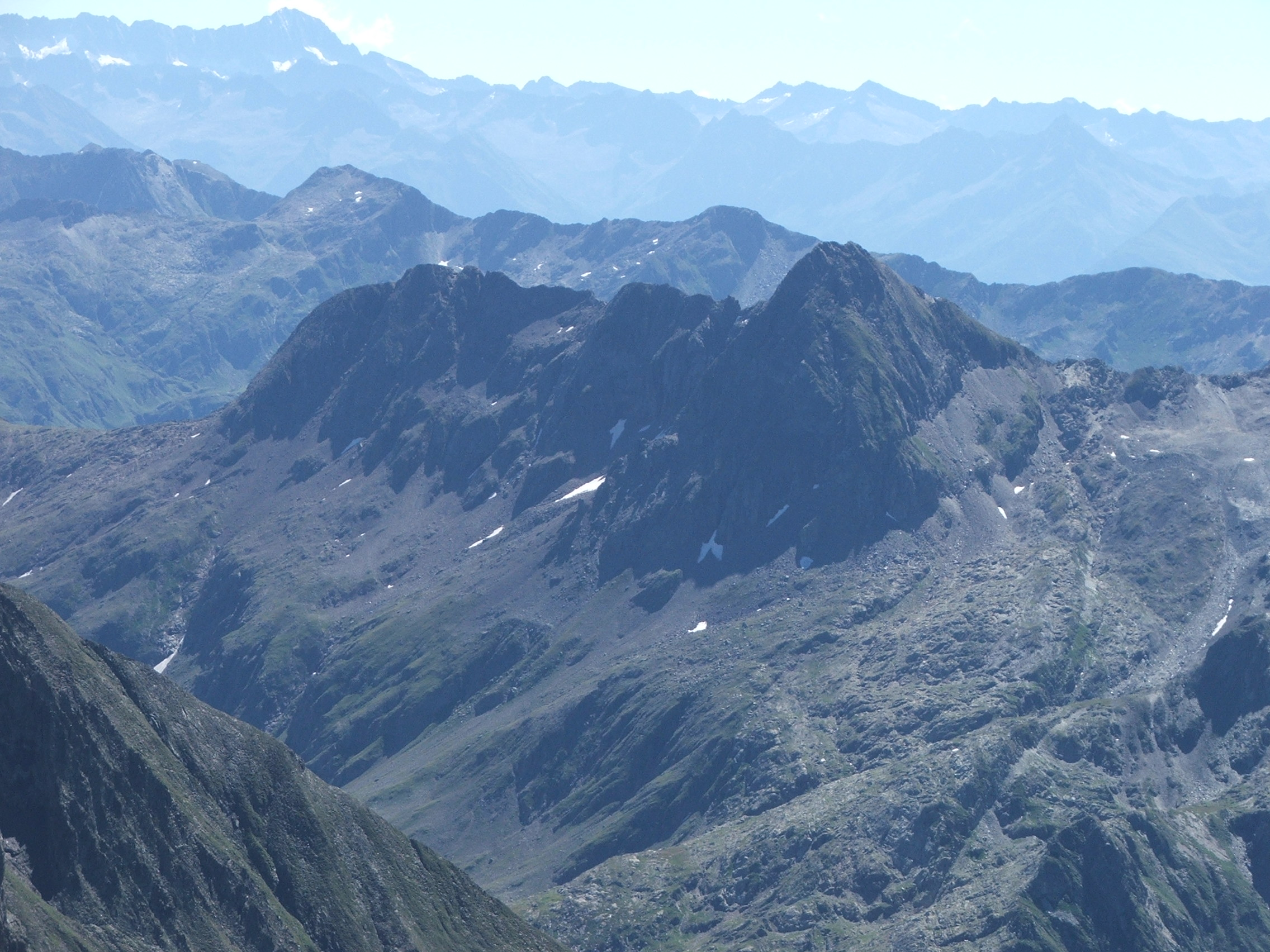
Vista para sul, para o Pizzo Strinato
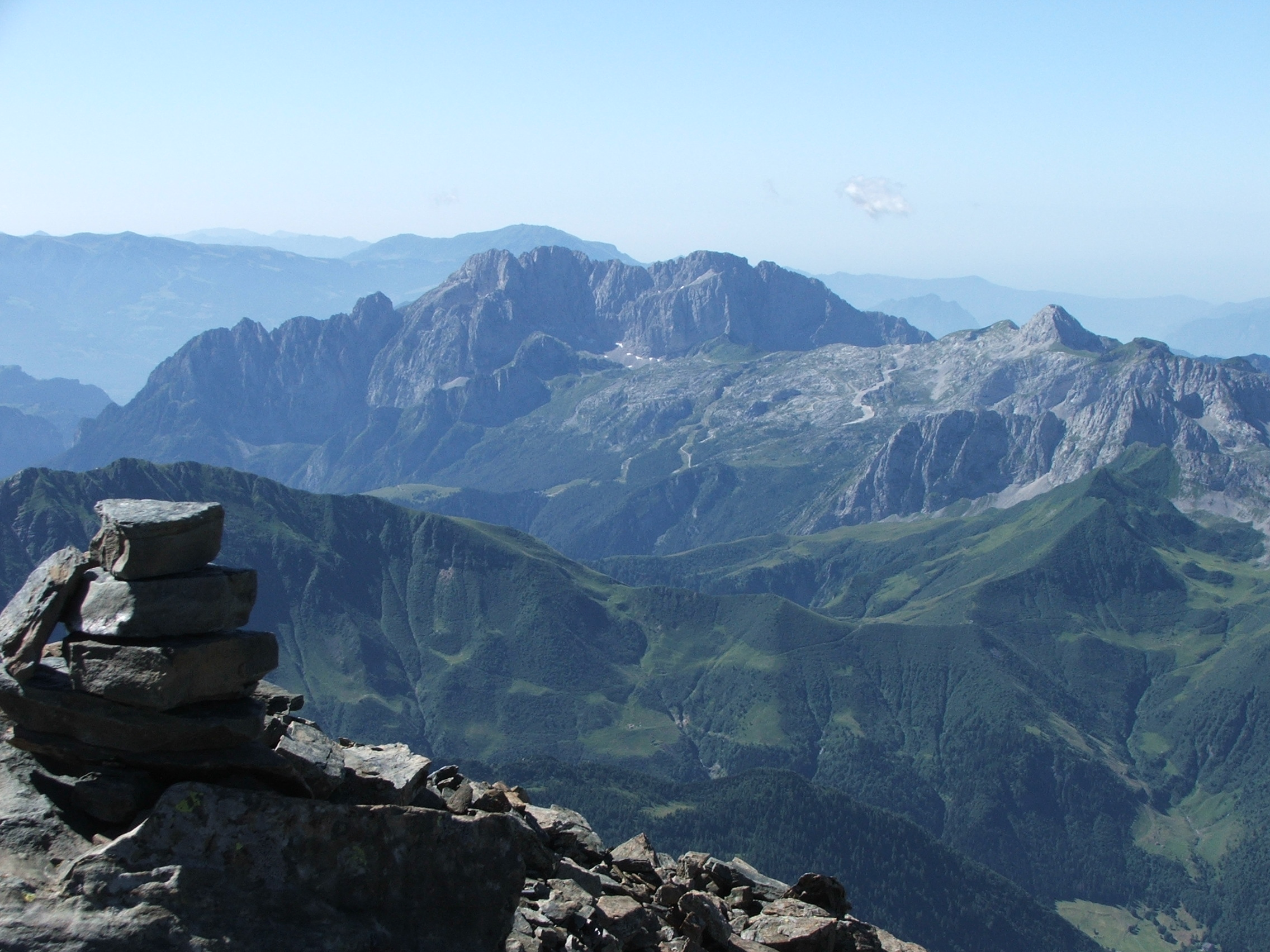
Vista de Presolana
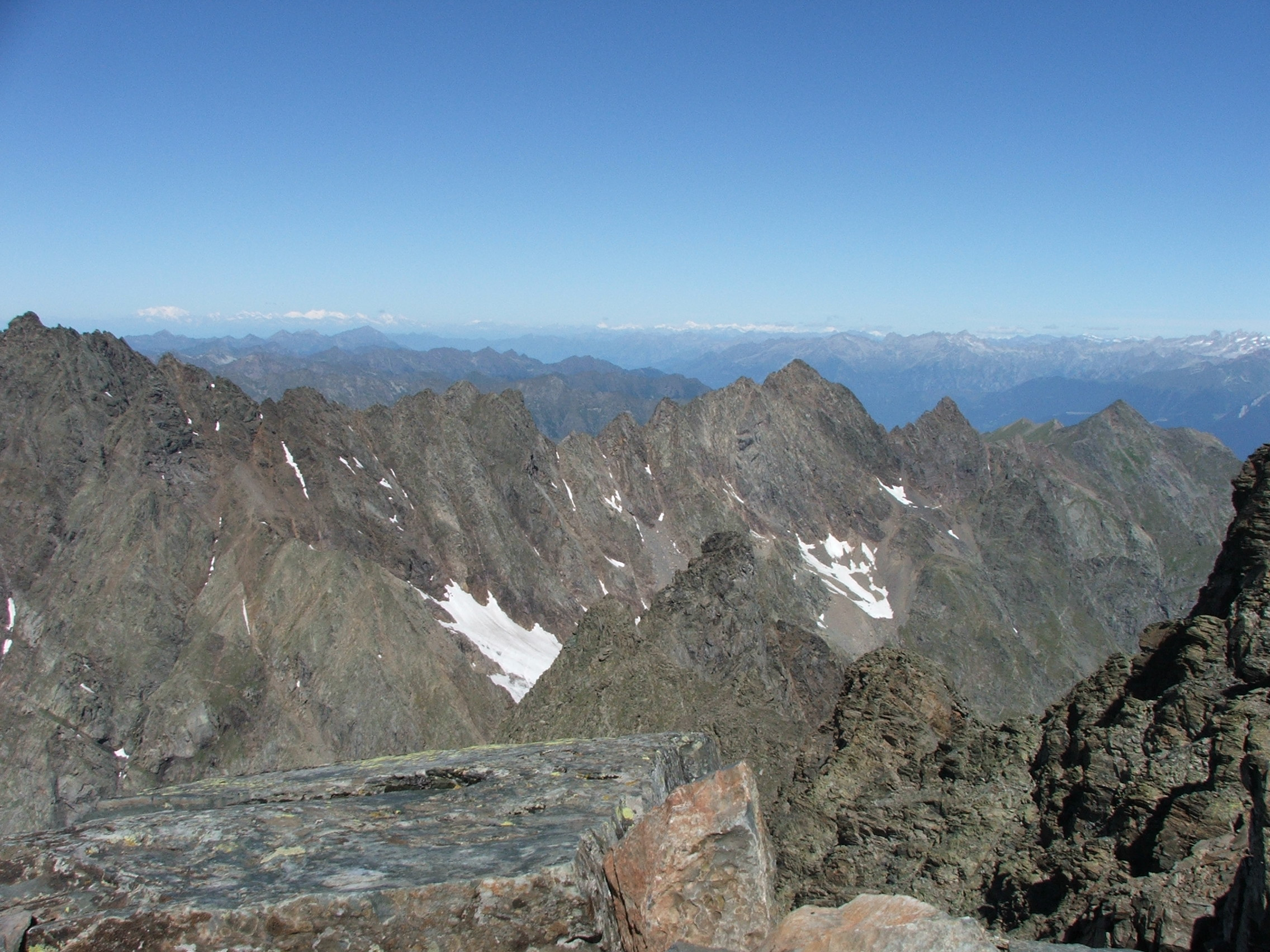
Vista do Pizzo Coca
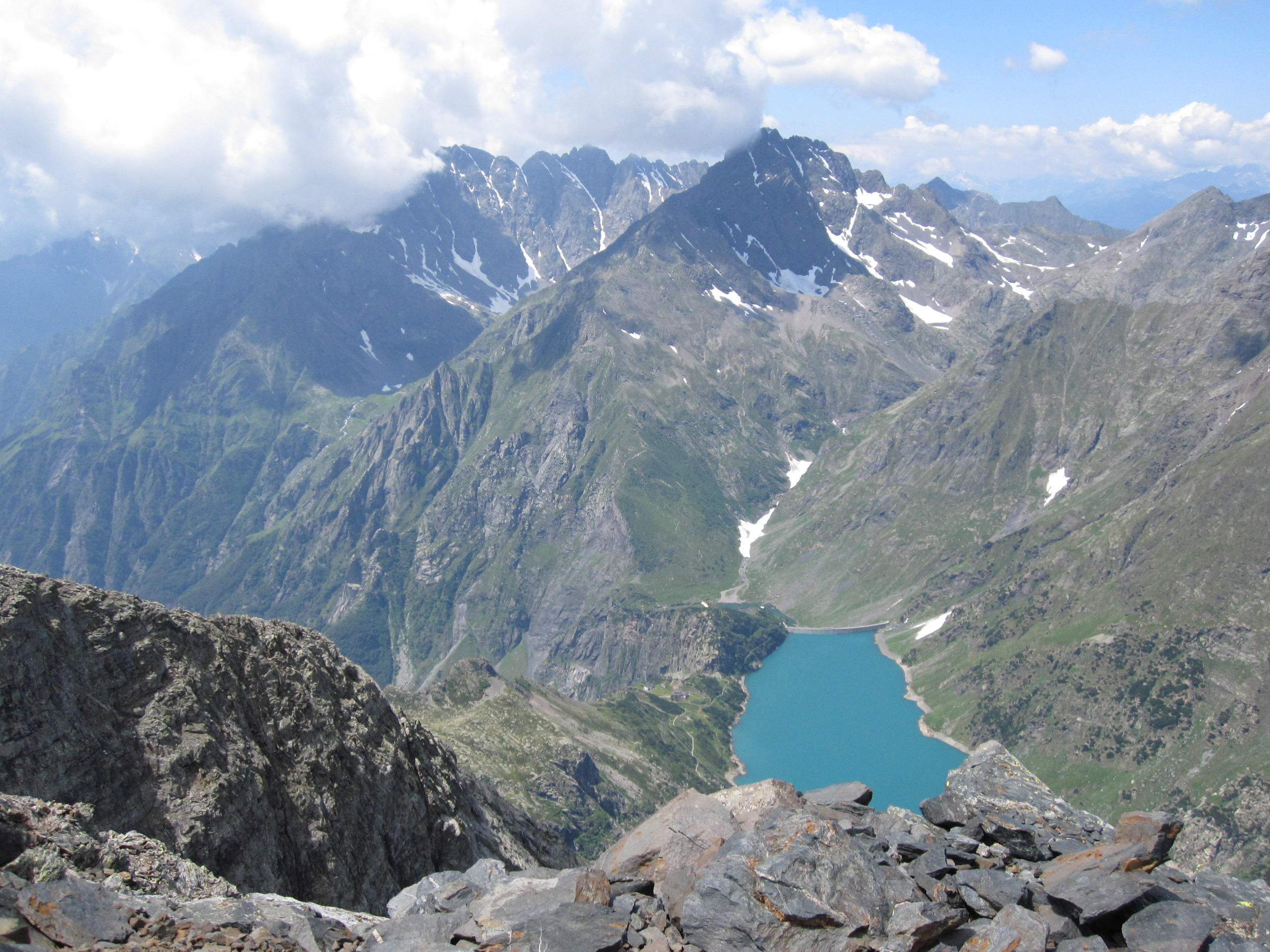
Pizzo di Coca